# Rudolf Brandl (Journalist)
Rudolf Brandl (* 9. September 1884 in Köln; † 12. März 1957 in Frankfurt a. M.) war ein  deutscher Journalist, Übersetzer, Archivleiter und Bibliothekar.

## Leben
Brandl studierte Philosophie, Geschichte, Literaturwissenschaft und Volkswirtschaft an den Universitäten Heidelberg, Paris, München und Erlangen, wo er 1907 promoviert wurde. Von 1906 bis 1923 war er Redakteur der Frankfurter Zeitung. Den Ersten Weltkrieg machte er als Soldat mit. 1923 wechselte er zum Leipziger Tageblatt, 1924 übernahm er die Leitung der Zweigstelle des Ullstein-Nachrichtendienst. Von 1932 bis 1934 leitete er das Archiv und die Bibliothek des Ullstein-Verlags in Berlin. 1934 emigrierte er in die USA, wo er bei der New Yorker Staatszeitung arbeitete. In den Jahren 1937 und 1939 war er Chefredakteur der Wochenschrift „Aufbau“. Ab 1941 arbeitete er für die amerikanische Regierung, bevor er von 1947 bis 1950 als Übersetzer und Korrespondent tätig war. 1953 kehrte Brandl nach Frankfurt a. M. zurück und arbeitete u. a. für die Frankfurter Neue Presse.

## Veröffentlichungen
- Kritische Beiträge zum Freiheitsproblem. Gebr. Knauer, Frankfurt a. M. 1907 (Erlangen, Phil. Fak., Ref. Falckenberg, Diss. v. 23. Okt. 1907).